# Kanarenstendel
Der Kanarenstendel (Habenaria tridactylites) ist eine Pflanzenart aus der Gattung Habenaria in der Familie der Orchideen (Orchidaceae). 

## Beschreibung

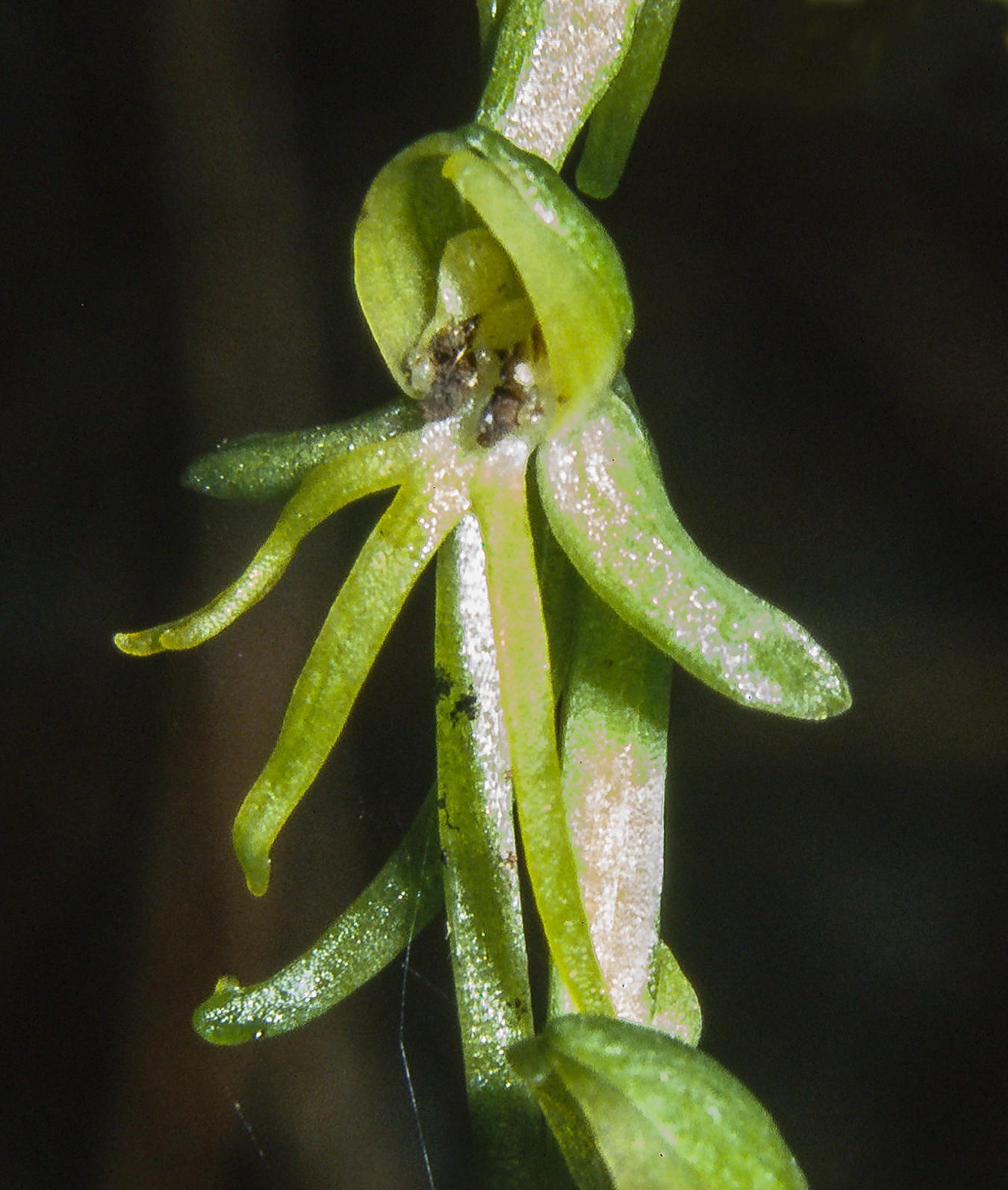
Zygomorphe Blüte

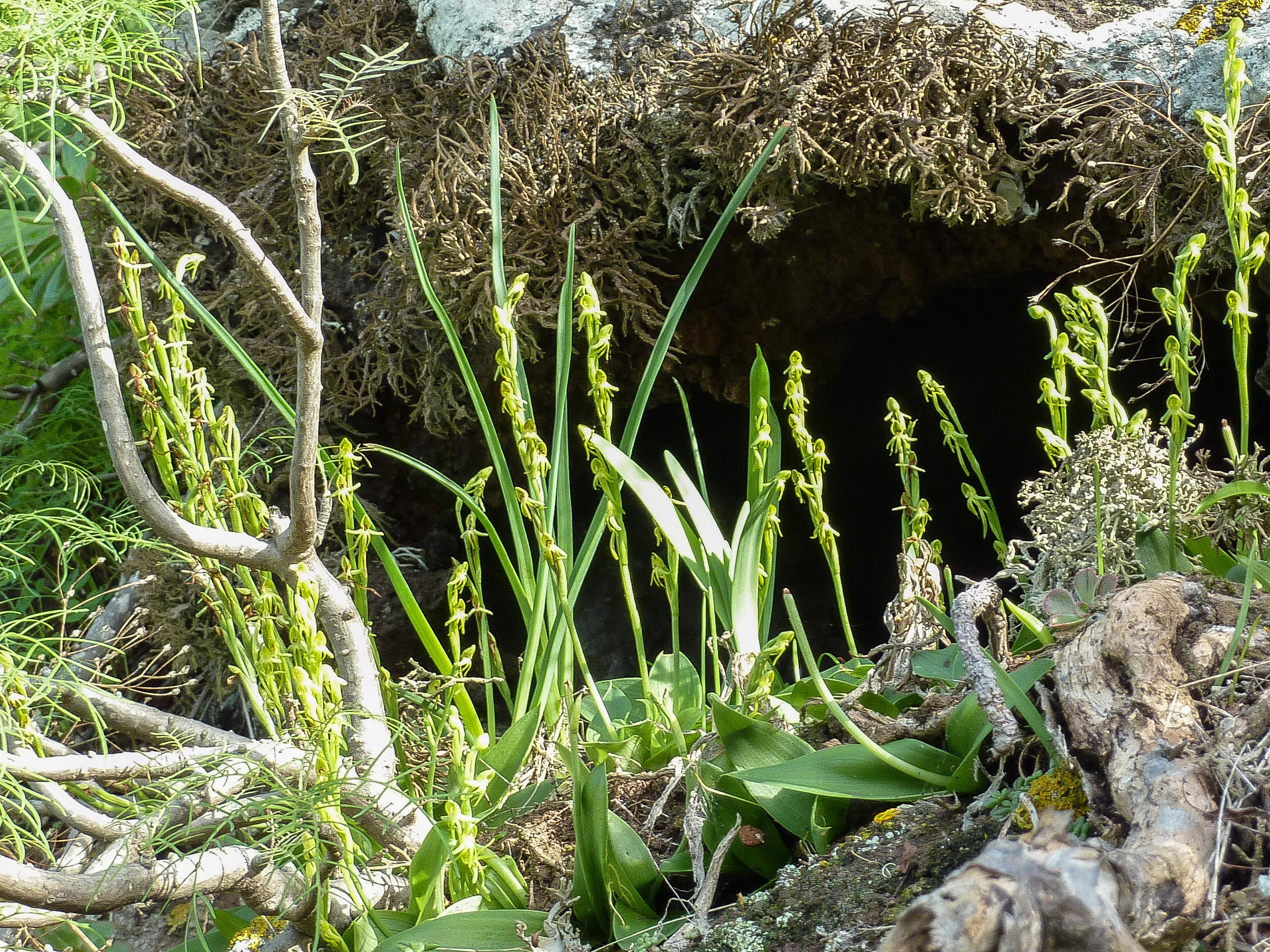
Habitus, Laubblätter und Blütenstände

### Vegetative Merkmale
Der Kanarenstendel ist eine ausdauernde krautige Pflanze und erreicht Wuchshöhen von 10 bis 40, selten bis zu 60 Zentimetern. Als Überdauerungsorgane bildet sie zwei runde, ungeteilte Pflanzenknollen aus.
Der Stängel trägt zwei Scheidenblätter, darüber zwei, dem Boden aufliegende Grundblätter. Sie sind bei einer Länge von 4 bis 18 Zentimetern sowie einer Breite von 1,2 bis 7 Zentimetern länglich-lanzettlich bis eiförmig, glänzend grün und stachelspitzig.

### Generative Merkmale
Die Blütezeit reicht von Oktober bis April. Im endständigen, unverzweigten und 4 bis 17 Zentimeter langen Blütenstand befinden sich allseitswendig und locker verteilt 2 bis 30 Blüten. Die Tragblätter sind 9 bis 11 Millimeter lang und 2,5 bis 4 Millimeter breit, sie sind halb oder dreiviertel so lang wie der Fruchtknoten und diesem anliegend.
Die duftenden, zwittrigen Blüten sind zygomorph und dreizählig. Die Blütenhüllblätter sind gelblich grün. Die seitlichen Kelchblätter sind schief eiförmig, etwas abwärts gerichtet und zurückgeschlagen. Das mittlere Kelchblatt und die Kronblätter bilden eine Helm. Die Lippe ist bei einer Länge von 7 bis 10 Millimetern sowie einer Breite von 7 bis 9 Millimetern tief dreiteilig mit linealischen spreizenden Seitenlappen und einem fast gleichen wenig kürzeren ungeteilten Mittellappen. Der Sporn ist schmal kegelförmig, ist halbkreisförmig abwärts gekrümmt und so lang oder etwas länger als der Fruchtknoten.
Die Chromosomenzahl beträgt 2n = 42.

## Ökologie
Beim Kanarenstendel handelt es sich um einen Geophyten.
Bestäuber sind Schmetterlinge: Schwärmer, Eulen und Spanner.

## Verbreitung
Der Kanarenstendel kommt nur auf den Kanarischen Inseln vor.
Er gedeiht in der Lorbeerwaldstufe an feuchten Felshängen, im Baumheidegebüsch, sekundär auch an schattigen Terrassenmauern und in aufgelassenem Kulturland in Höhenlagen von 0 bis 1400 Metern.

## Taxonomie
Die Erstbeschreibung von Habenaria tridactylites erfolgte 1835 durch John Lindley in The Genera and Species of Orchidaceous Plants, Seite 318. Ein Synonym für Habenaria tridactylites Lindl. ist Orchis tridactylites (Lindl.) Webb & Berthel.